# Lampenflora
La lampenflora è una comunità di microorganismi fotosintetici, formata principalmente da cianobatteri, diatomee e alghe verdi, ma che può comprendere anche muschi, felci e piante superiori. Si sviluppa sulle pareti delle grotte, in particolare quelle turistiche, e sugli speleotemi a seguito dell’installazione di luci artificiali, che permettono l’attività fotosintetica in un ambiente altrimenti buio. La lampenflora è un problema per l’ecosistema sotterraneo, in quanto modifica la catena trofica e può quindi danneggiare gli organismi, che abitano naturalmente la grotta stessa. Inoltre le reazioni biochimiche, date dall’attività metabolica dei microogranismi, possono rilasciare sostanze che portano al deterioramento della roccia, con conseguente erosione e danneggiamento delle formazioni speleologiche.

## Descrizione
Le comunità di lampenflora si sviluppano sulla roccia a formare biofilm, strutture dall’aspetto di patine che possono essere verdi, grigie marroni e che ricoprono le pareti e gli speleotemi. 
La presenza dei microorganismi all’interno della grotta può essere data da vari fattori, tra i principali ci sono l’ingresso dei turisti, che possono portare organismi esterni, oppure la presenza di fiumi sotterranei che introducono materia organica nella grotta.